# Canal 7 (Argentinien)

Logo von TV Pública

Canal 7 oder Televisión Pública Argentina ist der älteste und bedeutendste staatliche Fernsehsender Argentiniens. Er hat seinen Sitz in Buenos Aires und kann in dieser Provinz über Antenne empfangen werden. Im Rest des Landes ist er über Kabel und Satellit empfangbar, Teile seines Programms werden auch von regionalen Sendern ausgestrahlt.

## Geschichte
Die Geschichte von Canal 7 begann am 17. Oktober 1951, als die Feierlichkeiten des Día de la Lealtad Peronista, ein dem Peronismus gewidmeter Feiertag, übertragen wurden. Zu diesem Zeitpunkt gab es erst etwa 30 Fernsehapparate in Argentinien, weshalb Juan Perón Abkommen mit ausländischen Unternehmen zur Importierung der Geräte traf, da er die neue Technik als potentiell wichtigen Pfeiler der staatlichen Propaganda ansah. Ab dem 4. November desselben Jahres wurde ein regulärer Sendebetrieb aufgenommen.
1978 führte der Sender mit der Übertragung eines Spiels der argentinischen Nationalmannschaft bei der Fußball-WM (der Rest wurde noch in Schwarzweiß gesendet) als erster das Farbfernsehen in Argentinien ein und änderte seinen Namen kurz darauf in Argentina Televisora Color (ATC). Nach der Demokratisierung 1983 wurde der Schwerpunkt auf Kultur gesetzt. In den 1990er Jahren gab es Pläne, den Sender zu privatisieren; davon umgesetzt wurde jedoch nur die Umwandlung der Rechtsform in eine Aktiengesellschaft, über die der Staat jedoch die Kontrolle behielt.
Im Mai 2000 wurde der Sender wieder in Canal 7 umbenannt und verstärkt Unterhaltungs- und Fiktionssendungen integriert. 2002 wurde die Programmleitung in zwei Teile aufgeteilt, die jeweils die fiktionalen und nichtfiktionalen Inhalte kontrollierten. Seit 2006 wurde im Rahmen einer weiteren Erneuerung des Senders wieder auf mehr Kultur und Dokumentationen gesetzt.

## Weblink
- Offizielle Webpräsenz des Senders (spanisch)